# Song Lingdong
Song Lingdong (in cinese:  宋令东; Heze, Agosto 1990) è un astronauta cinese.

## Biografia
Nel 2007 si è iscritto al People's Liberation Army Air Force Aviation University. Si è arruolato nell'Esercito Popolare di Liberazione (PLA) nel settembre 2008 ed è diventato membro del Partito Comunista Cinese (PCC) nel marzo 2013. Song è un pilota dell'aeronautica militare cinese.
Il 29 ottobre 2024, Song insieme ai taikonauti Cai Xuzhe e Wang Haoze è partito per la missione spaziale Shenzhou 19 a bordo della stazione spaziale Tiangong. Il 17 dicembre 2024, durante la prima attività extraveicolare (EVA) della missione, Song e Cai hanno stabilito un nuovo record per l'EVA più lunga nella storia umana, con una durata di 9 ore e 6 minuti. Con l'assistenza dei bracci robotici della Tiangong e dei controllori di volo a terra, hanno completato l'installazione di dispositivi di protezione dai detriti spaziali, l'ispezione e la manutenzione delle apparecchiature e delle strutture esterne.